# كاتدرائية آبلة
كاتدرائية المخلص (La Catedral del Salvador) هي معلم ديني كاثوليكي يقع في مدينة آبلة (Ávila) الإسبانية، وتُعد مقرًا لأسقفية تحمل الاسم نفسه. صٌممت لتكون في آنٍ واحد معبدًا دينيًا وحصنًا دفاعيًا، إذ يشكل حنيّتها (جزؤها الشرقي) أحد أبراج سور المدينة.
يعود تاريخ بنائها إلى القرن الثاني عشر، وتُمثل مزيجًا من الطرازين الروماني والقوطي، وتُعتبر أول كاتدرائية قوطية في إسبانيا. بنيت على مخطط صليب لاتيني يتكوّن من ثلاث بلاطات (أروقة)، وجناح عرضي (transept)، ورأس نصف دائري مزود بممر مزدوج (girola مزدوجة).
يُظهر البناء من الخارج طابعًا متقشفًا ومحَصَّنًا، في حين ينكشف داخله عن خفة وأناقة العمارة القوطية الممزوجة بعناصر من عصر النهضة.
تحيط بالكاتدرائية عدة منازل وقصور نبيلة، من أبرزها: قصر بيلادا (Velada)، وقصر الملك الغلام (Rey Niño)، وقصر بالدِرّابانوس (Valderrábanos)، وكانت هذه القصور مكلّفة بحماية "بوابة الأوفياء" أو "باب ميزان الدقيق" (Puerta de los Leales o del Peso de la Harina).

## التاريخ
لا يُعرف على وجه الدقة متى بدأ تشييد كاتدرائية المخلّص، وتوجد نظريتان رئيسيتان بهذا الخصوص. تدافع إحدى النظريتين عن أن المعماري ألبار غارسيا (Álvar García) شرع في بنائها عام 1091 فوق أنقاض كنيسة سان سالفادور (San Salvador) المُزيّنة على الطراز الأندلسي المسيحي، والتي كانت قد دُمّرت بفعل الهجمات الإسلامية المتكررة. ووفقًا لهذه النظرية، فإن الملك ألفونسو السادس ملك ليون (Alfonso VI de León) هو من تولّى جمع الأموال اللازمة لبناء الكاتدرائية.
ومع ذلك، يُرجّح معظم المؤرخين أن يكون المعماري خيرال فروتشيل (Giral Fruchel) هو من وضع تصميم كاتدرائية المخلّص، ويرجعون تاريخ إنشائها إلى القرن الثاني عشر، بما يتوافق مع فترة إعادة الاستيطان القشتالي التي أشرف عليها ريموندو دي بورغونيا (Raimundo de Borgoña). ويُعتقد أن فروتشيل هو من بنى الجزء الأقدم من الكاتدرائية، وتحديدًا منطقة الحنيّة (الجزء الشرقي من المبنى)، في حين أُنجزت الأجزاء الأخرى—بما في ذلك جسم الكاتدرائية المؤلف من الأروقة، والكنائس الجانبية، وأعالي الأبراج—في مراحل لاحقة امتدت بين القرنين الثالث عشر والسادس عشر.
يُعتبر خيرال فروتشيل (Giral Fruchel) المؤسِّس الفعلي لكاتدرائية المخلّص على هيئتها الحالية، كما يُنسب إليه إدخال أولى عناصر الطراز القوطي البورغوني (نسبة إلى منطقة بورغونيا في فرنسا) إلى مدينة آبلة. تولّى فروتشيل الإشراف على أعمال البناء ابتداءً من عام 1172، وتمكّن قبل وفاته عام 1192 من إنجاز الجزء الأكبر من الحنيّة المعمارية المعقّدة، والتي شُيّدت بشكل رئيسي باستخدام حجر رملي يُعرف باسم "الحجر الرملي النازف" (arenisca sangrante)، يتميّز بعروقه الحديدية الحمراء البارزة على خلفية بيضاء، ويُستخرج من وادي أمبليس (valle de Amblés).
بعد وفاة فروتشيل، تولى معلمون معماريون آخرون استكمال البناء، مع إدخال تعديلات على المخطط الأصلي، وذلك في إطار الطراز القوطي المتطوّر، مستخدمين حجر "بيرّوكي" (berroqueña)، وهو نوع من الجرانيت المحلي.
المرحلة الثالثة من أعمال البناء تعود إلى فترة ازدهار الطراز القوطي، أي من أواخر القرن الثالث عشر حتى منتصف القرن الرابع عشر. خلال هذه الحقبة، خضعت الكاتدرائية لعدة إصلاحات وتوسعات شملت تجديد الجناح العرضي (crucero)، وبناء الدير (claustro) وغرفتي الساكريستيا (sacristías)، بالإضافة إلى استكمال الجدران العلوية للردهة المركزية، والتي دُعّمت بدعائم طائرة (arbotantes) ترتكز على دعامات ضخمة.
وقد جرت هذه الأعمال بدعم أساسي من الأسقف سانشو بلاسكيث دابيلا (Sancho Blázquez Dávila)، وشملت أيضًا إنهاء الجدران بتركيبة من الطوب، إلى جانب بناء سقف مزدوج الميل (tejado a dos aguas) لحماية القباب الحجرية الداخلية. ومع ذلك، لم تكتمل أعمال البرج الأيمن في الواجهة الرئيسية بسبب نقص الموارد.
أٌعلن عن كاتدرائية آبلة كـ "معلم تاريخي فني" (Monumento Histórico Artístico) في 31 أكتوبر من عام 1914، في خطوة هدفت إلى إلغاء بعض الإجراءات المرتبطة بعمليات المصادرة التي طالت ممتلكات الكنيسة، وكذلك لضمان خضوع المبنى لإشراف الدولة وحمايتها.
في عام 2009، أصدر المحكمة العليا الإسبانية حكمًا ضد أبرشية آبلة في دعوى طعن تتعلق بأعمال ترميم أجريت خلال ولاية الأسقف أدولفو غونثاليث مونتيس (Adolfo González Montes). كانت هذه الأعمال قد انتهت عام 2002، وشملت تركيب هيكل جديد فوق القبور الموجودة في صحن الكنيسة، مما حال دون إمكانية رؤية شواهد القبور (laudas). وقد نددت الأكاديمية الملكية للتاريخ (Real Academia de la Historia) بهذه التدخلات، وأصدر المحكمة العليا في قشتالة وليون حكمًا مؤيدًا لموقفها عام 2005، قضى بضرورة إزالة المذبح والمنبر (ambón) اللذين وُضعا خلال الترميم.
إلا أن الأبرشية و"مجلس الكاتدرائية" (Cabildo Catedralicio) قدما استئنافًا، مؤكدين أن هذه الأعمال كانت ضرورية لترميم الحيز المقدس.
ودٌشنت أعمال ترميم الحنية الشرقية (presbiterio) في 23 يونيو 2002 خلال قدّاس احتفالي، وبلغت كلفة المشروع أكثر من 180,000 يورو، واستغرقت أعمال التنفيذ أكثر من ثلاث سنوات.

## الوصف الخارجي
يمتد تطوّر كاتدرائية آبلة على مدى قرون من البناء، ما أضفى عليها تنوّعًا معماريًا غنيًا يعكس تداخل أساليب وفترات زمنية مختلفة. فواجهتها الخارجية تتسم بالصرامة والطابع التحصيني، بينما يكشف داخلها عن خفة وأناقة العمارة القوطية، مع لمسات من الطراز المعماري لعصر النهضة.
تُعد هذه الكاتدرائية أول كاتدرائية قوطية في إسبانيا، وقد شُيّدت على غرار مثيلاتها الفرنسية في منطقة إيل-دو-فرانس (Île-de-France)، ولا سيما كنيسة سان دينيس (Saint-Denis) التي تُشبهها إلى حد كبير، بالإضافة إلى كنيسة بيزيلاي (Vézelay). وقد بُني الجزء الذي شيده المعماري خيرال فروتشيل بطراز روماني متأخر، يُمثل مرحلة انتقالية نحو القوطي، في حين أن المراحل اللاحقة، التي أنجزها معلمون آخرون، اعتمدت على الطراز القوطي الكامل، مع إدخال تعديلات على المخطط الأصلي.
يرجع تاريخ بناء الطابق الأول من أبراج كاتدرائية آبلة، بالإضافة إلى الأروقة الرئيسية، إلى القرن الثالث عشر، بينما شٌييد الطابق الثاني من الأبراج (أحدها لم يُستكمل)، إلى جانب الدير (الكلوستر)، والقباب، والدعائم الطائرة في القرن الرابع عشر.
وفي القرن الخامس عشر، اكتملت جميع أعمال البناء في الكاتدرائية، وفي عام 1475 قام المعماري خوان غواس (Juan Guas) بتركيب ساعة ميكانيكية جديدة، كما نقل البوابة الغربية الأصلية من موقعها إلى الجانب الشمالي من الكاتدرائية.

تشارلز كليفورد: قبوة كاتدرائية آبلة، 1860

ومن العناصر الفريدة في الكاتدرائية وجود ما يُعرف بـ"منزل قارع الأجراس" (Casa del Campanero) داخل البرج. يقع هذا المنزل عند مستوى الطابق الذي يضم الأجراس، وهو مبنى صغير على الطراز القشتالي البسيط، يتكوّن من غرفة معيشة، وغرفتي نوم، ومطبخ مزوّد بمدخنة، بالإضافة إلى غرف صغيرة أخرى تشكّل باقي أرجاء المسكن. ويُعد هذا المنزل شاهدًا تاريخيًا فريدًا، إذ لا يزال محفوظًا كما تركه آخر قارعي الأجراس الذين سكنوه حتى خمسينيات القرن العشرين.
يتكوّن مدخل البوابة الغربية لكاتدرائية أفيلا من قوس نصف دائري مزخرف بمداليات ونقوش نباتية، تعلوه رقبة صغيرة (تيمبانوم) تُجسّد مشهدًا من استشهاد القديس سيغوندو (San Segundo)، أحد شفعاء المدينة.
يُحيط بهذا المشهد عدد من الأقواس المتراكبة المُسنَّنة (arquivoltas apuntadas) على الطراز القوطي، والتي تستند إلى أعمدة رفيعة ذات طابع زخرفي دقيق.

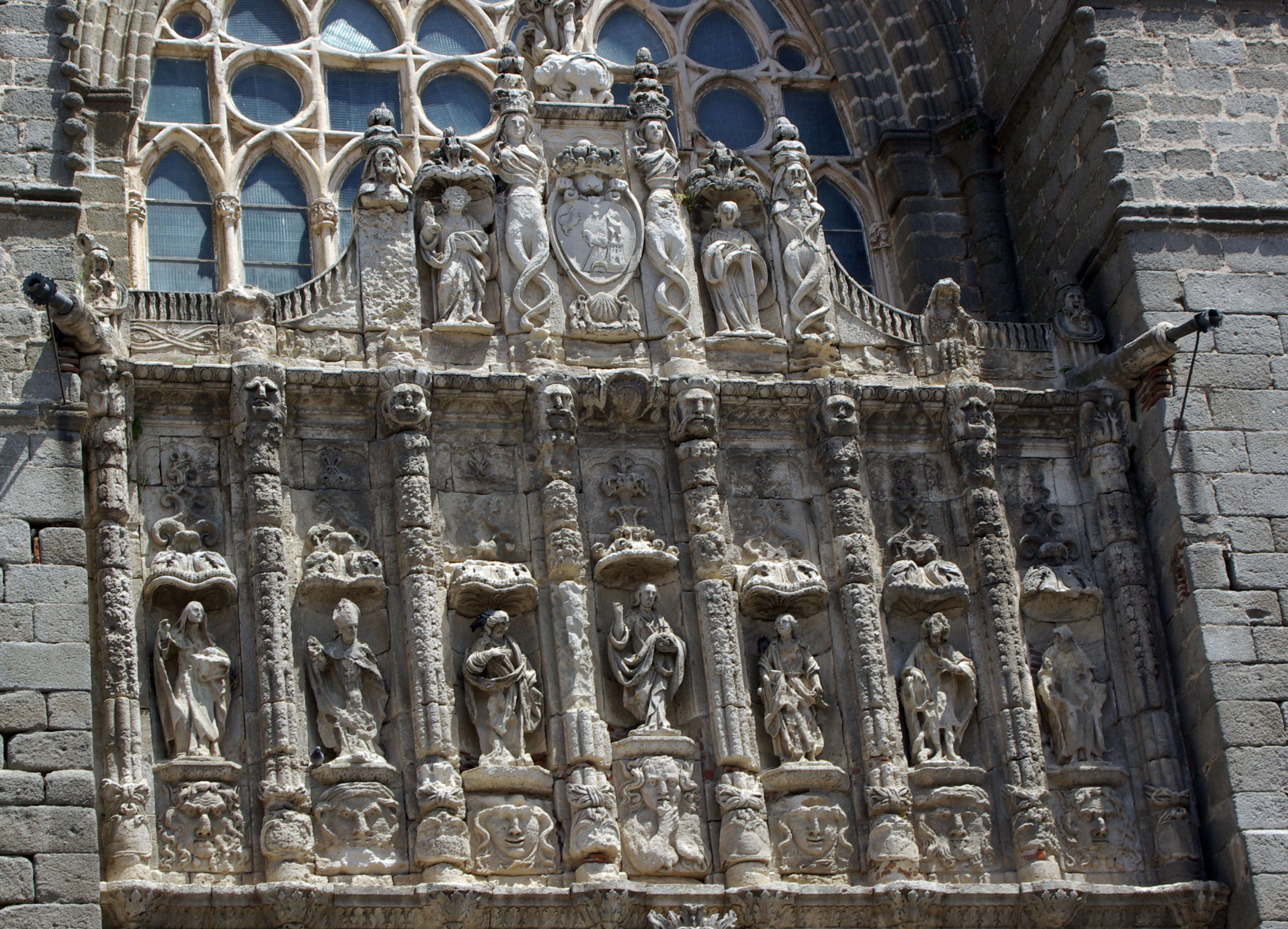
جزئية الرواق

أما في جوانب الباب (jambas)، فتبرز تماثيل لشخصيتين أسطوريتين تمثلان "البرابرة" أو "الهمجيين"، يُعرفان باسم جوج وماجوج (Gog y Magog). وهما يحرسان مدخل الكاتدرائية، ويُعتقد أن الغرض من وجودهما كان إثارة الرهبة في نفوس الداخلين وحثّهم على التحلّي بسلوك خاشع وتقيّ عند عبور عتبة المكان المقدس.
بدأ بناء دير كاتدرائية آبلة في القرن الرابع عشر بأسلوب معماري قوطي، وأٌكمل في القرن السادس عشر من خلال تاج زخرفي نهضوي مصنوع من الغرانيت، نفذه المعلمون ماتيو، بيدرو دي فينيغرا، وفاسكو دي لا ثارزا. يتميز الجزء الداخلي من الدير بسقوف مقببة من طراز العروق المتقاطعة، ويفتح على الفناء من خلال نوافذ كبيرة تتماشى مع طراز القوطية المتأخرة، على الرغم من أن معظم هذه النوافذ هي نتيجة لأعمال الترميم التي أُجريت عام 1980. أما الزجاج الذي يفصل داخل الدير فقد رٌكب في عام 2004.
يخضع الدير للحماية بموجب الإعلان العام الصادر في المرسوم المؤرخ في 22 أبريل 1949، وكذلك بموجب القانون رقم 16/1985 المتعلق بالتراث التاريخي الإسباني. ويُعد جزءًا من "المدينة القديمة في آبلة والكنائس الواقعة خارج الأسوار"، والتي أُدرجت ضمن قائمة مواقع التراث العالمي في عام 1985.

## الوصف الداخلي
تُعد كاتدرائية آبلة أول كاتدرائية بُنيت على الطراز القوطي في إسبانيا.
تتسم مخططات بنائها بتأثيرات فرنسية، وتُظهر تشابهًا مع كنيسة سانت-دوني (Saint-Denis)، التي تُعد أول كنيسة قوطية في التاريخ. وتبرز فيها حنية الكاتدرائية (الجزء الشرقي منها) بأصالة كبيرة لسببين: من الخارج، تتخذ شكل حصن مُدَعّم يشبه الحنية الصلبة والمحاطة بالشرفات، وتُعرف شعبيًا باسم "ثيمورو" (Cimorro)؛ ومن الداخل، تحتوي على ممر مزدوج (Deambulatorio) تحيط به أعمدة رفيعة وأقواس مدببة (أوجيفية)، ما يضفي على المكان شعورًا بالخفة والانفتاح البصري.

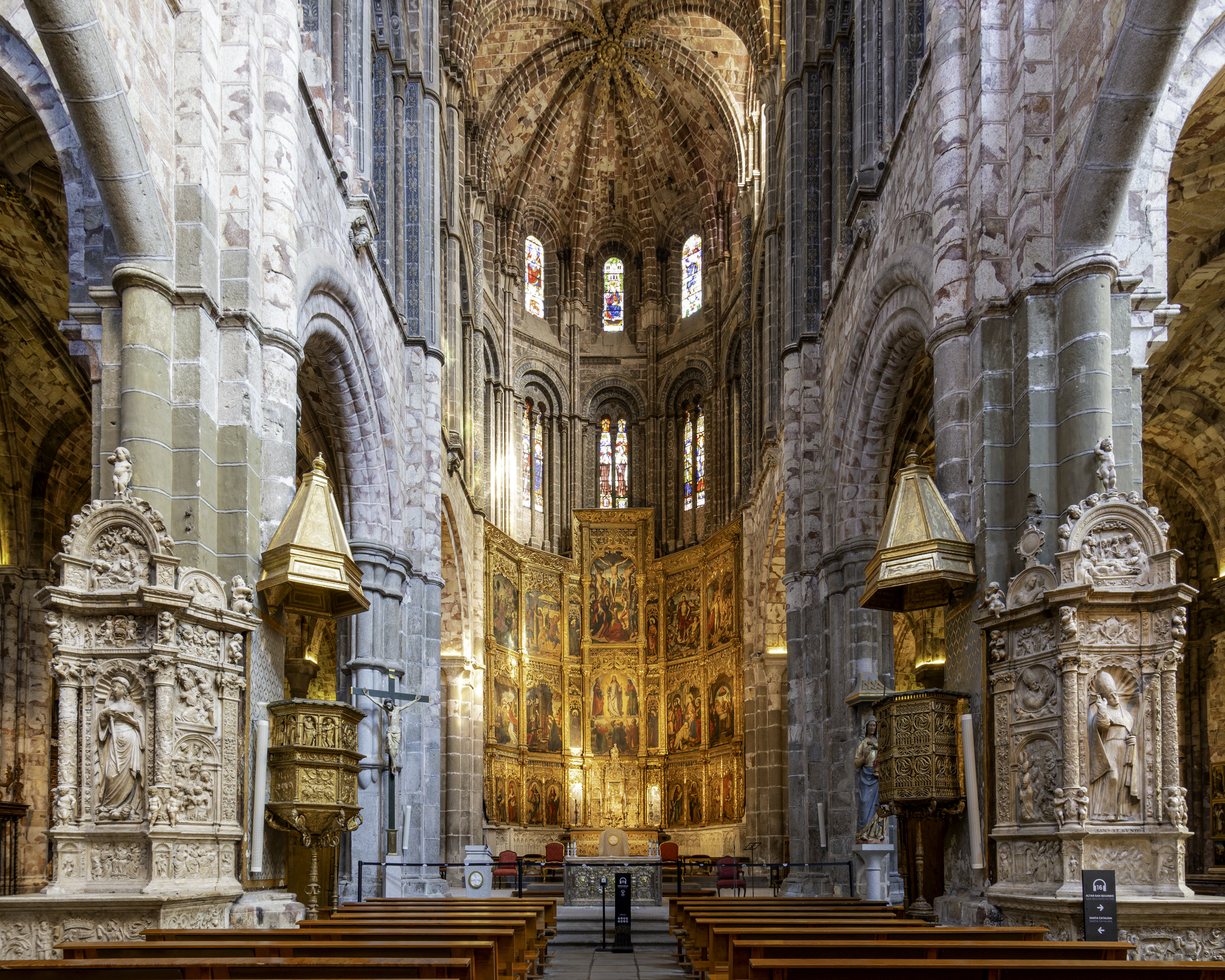
صورة بانورامية داخلية لكاتدرائية آبلة

أما جسم الكاتدرائية (النوافذ والسفن) فيعود إلى مرحلة متقدمة من الفن القوطي، حيث أصبح الأسلوب أكثر نقاءً وإشراقًا. وتحتوي الكاتدرائية على ثلاث بلاطات (naves) متساوية في العرض، غير أن الوسطى ترتفع بشكل ملحوظ مقارنة بالجانبيتين، وتفتح على الخارج عبر نوافذ كبيرة تسمح بدخول الضوء. وتُغطى أغلب أجزاء السقف بقباب ذات تقاطع رباعي بسيط (بلاطات تقاطعية رباعية - bóvedas de crucería cuatripartita).

### المذبح
يُعد المذبح الرئيسي (Retablo del Altar Mayor) من أبرز روائع فن الرسم في مدينة آبلة، وقد بدأ العمل فيه سنة 1499 على يد الرسام بيدرو بيرروغيتي (Pedro Berruguete)، الذي وضع التصميم العام وأنجز الجزء السفلي المعروف بالـ"براديلّا" (predela)، حيث صوّر فيه آباء الكنيسة الأربعة والإنجيليين.

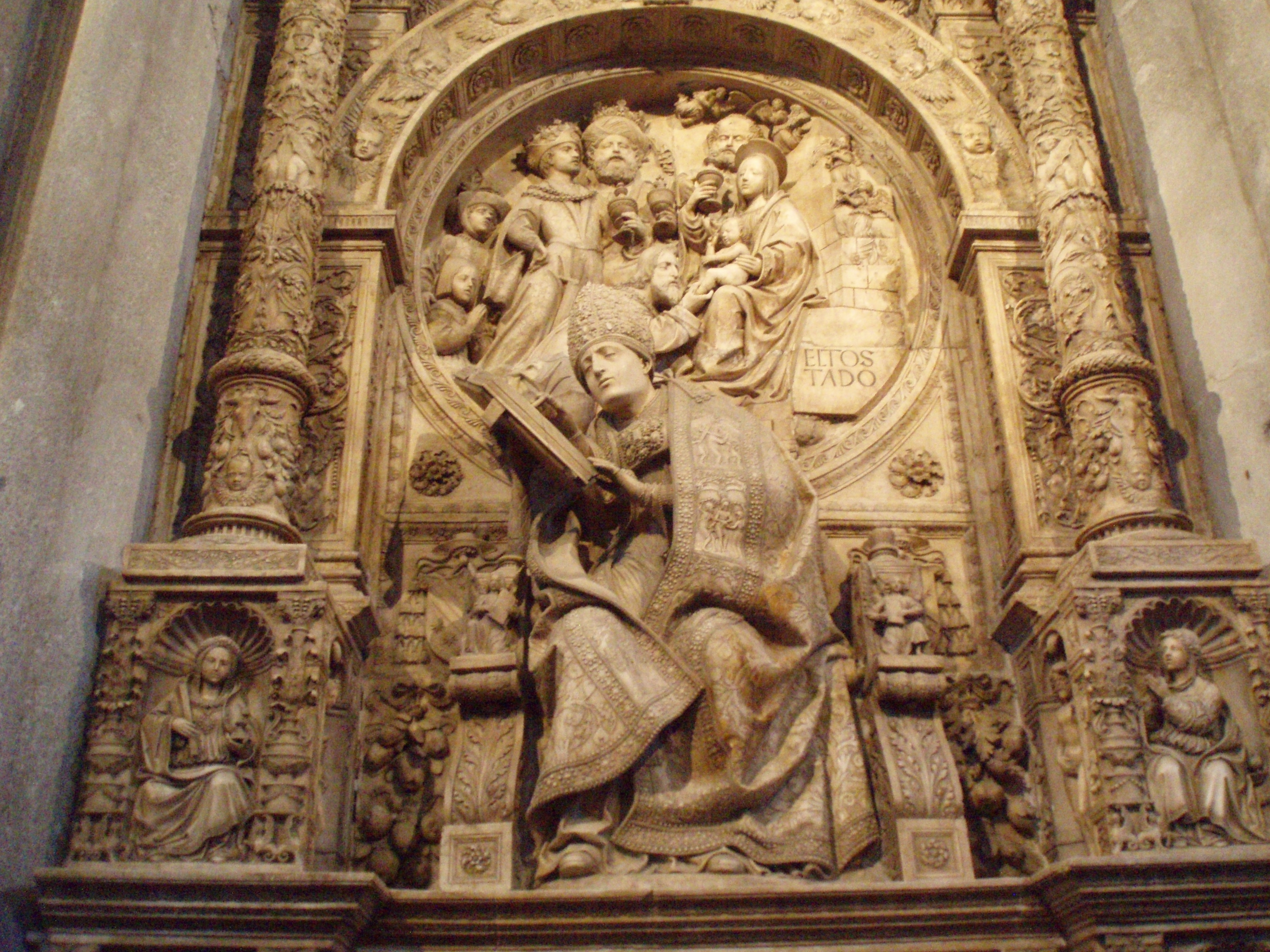
ضريح ألونسو دي مادرينال يقع في الجزء الخلفي من المذبح

أما الجزء الخلفي من المذبح (Trasaltar)، فهو مخصص لمدفن الأسقف ألونسو دي مادرينال، المعروف بلقبه "التوستادو" (El Tostado)، الذي تولّى أسقفية آبلة بين عامي 1449 و1455، وتميّز بعلمه وتقواه. يتكوّن هذا القسم من خمسة ألواح نحتية؛ تظهر فيها صور الإنجيليين على الجانبين، بينما تُخصص اللوحة المركزية لتصوير الأسقف العظيم لمدينة آبلة. يُنسب هذا العمل بالكامل إلى النحات باسكو دي لا ثارثا (Vasco de la Zarza).
نُفذ التصميم على هيئة مذبح حجري مزخرف بمنحوتات، حيث تبدأ التركيبة من قاعدة القبة، وتعلوها صورة الله، متربّعًا فوق مشهد بارز يُجسّد ميلاد المسيح.

### جوقة الكنيسة

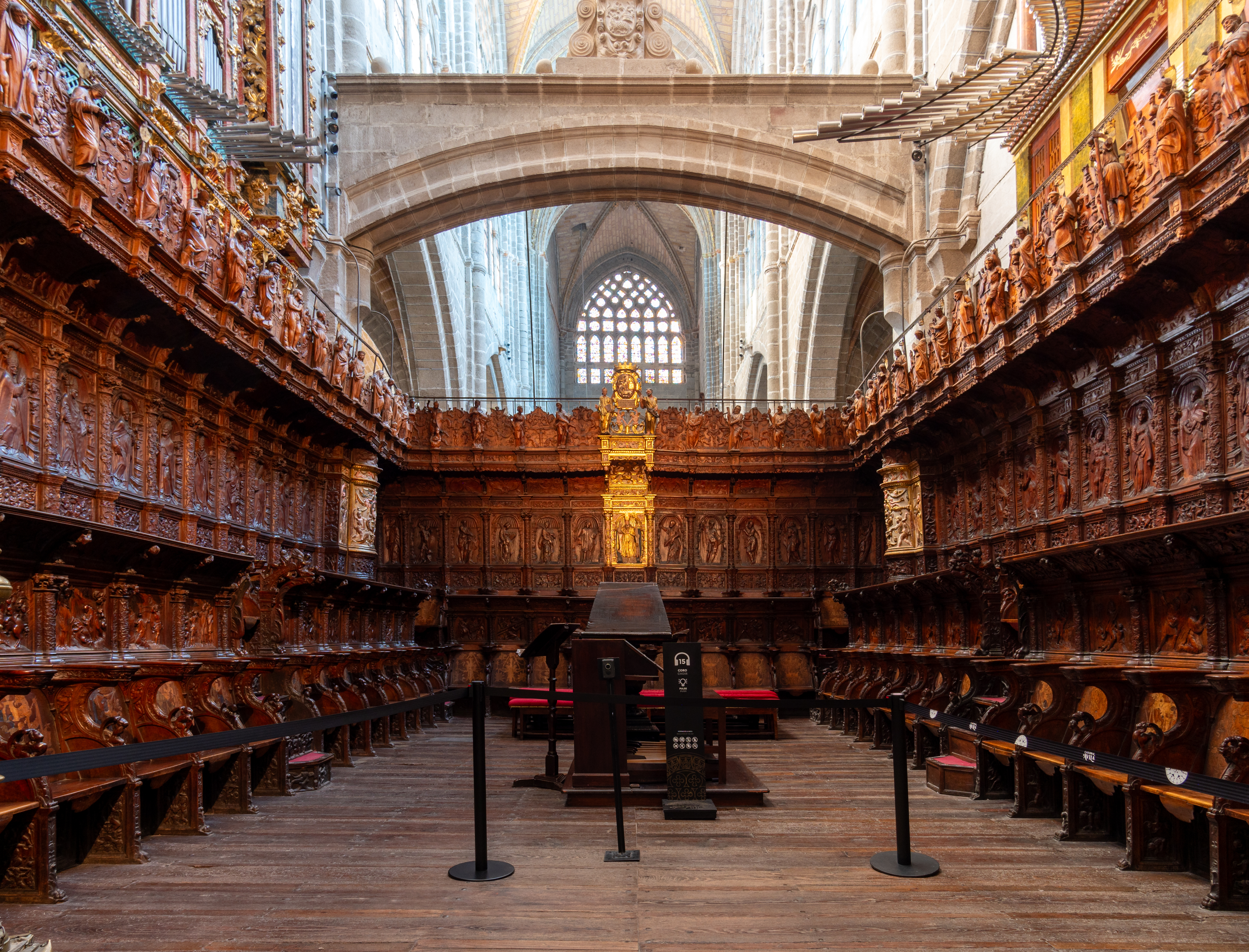
جوقة كاتدرائية آبلة

صٌممت جوقة كاتدرائية آبلة في الأصل داخل الكنيسة الكبرى (Capilla Mayor)، على غرار كاتدرائيات العصور الوسطى. غير أن التقليد الإسباني في عصر النهضة، والذي يفضّل وضع الجوقة في جسم صحن الكنيسة، دفع الكابيلدو (مجلس الكاتدرائية) إلى استبدال الجوقة الأصلية، التي تعود إلى القرن الرابع عشر، بأخرى جديدة. بدأ العمل على السدة الخشبية (sillería) سنة 1536، واستمرت الأعمال لمدة أحد عشر عامًا، وفقًا لتصاميم الفنان كورنييّس دي أولاندا (Cornielles de Holanda)، بمشاركة موثقة لكل من خوان رودريغيث (Juan Rodríguez) ولوكاس خيرالدو (Lucas Giraldo).

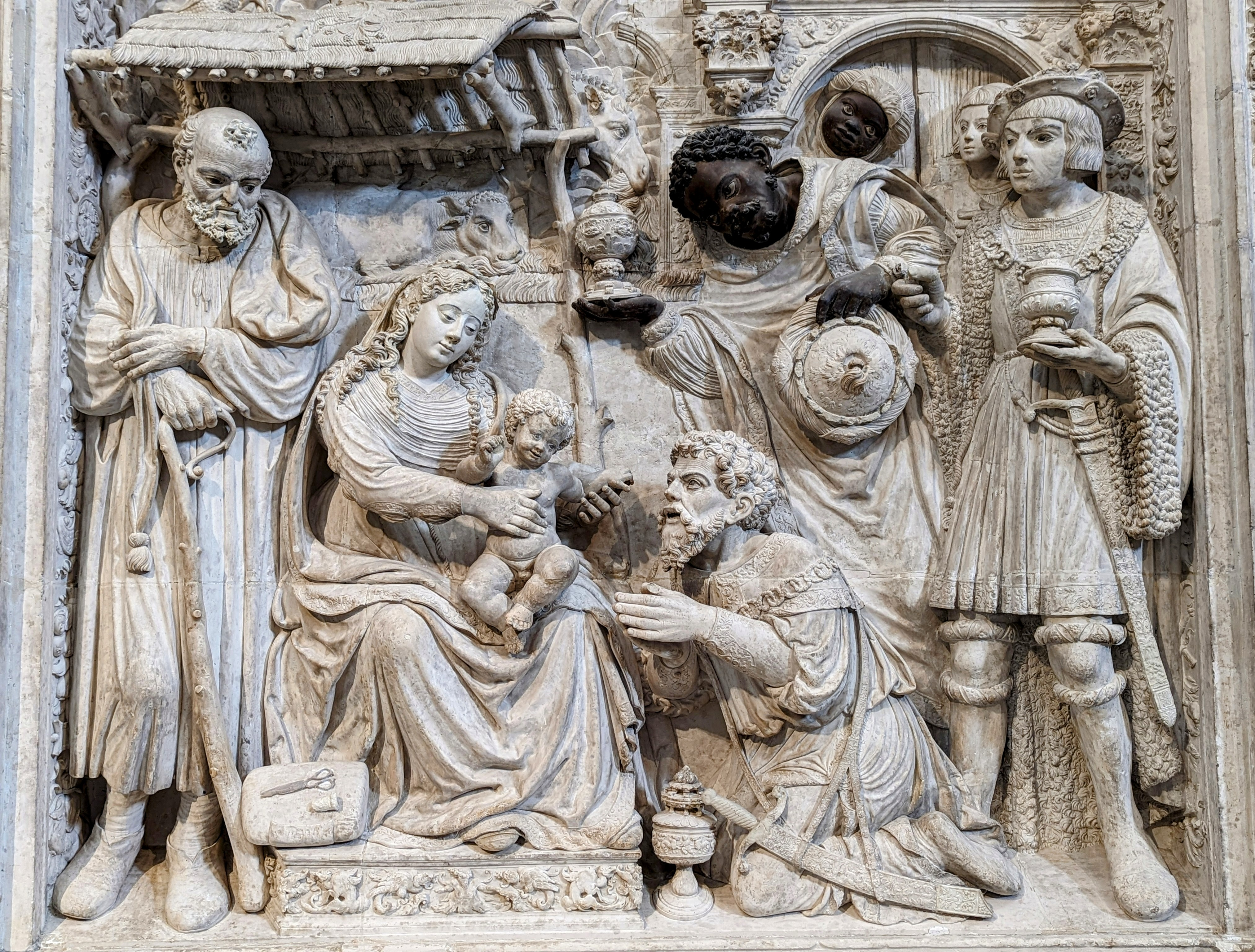
جزئية الخٌورس

تُعد الجوقة عملاً فنّيًا نهضويًا، مكوّنة من صفّين من المقاعد ومصنوعة من خشب الجوز. وتُصوّر على الألواح الخلفية للمقاعد الأمامية، بنحت شبه بارز، مشاهد من حياة بعض القديسين، تعلوها كورنيشة مزينة بزخارف مرصعة (taraceas). في الجزء العلوي، تظهر أشكال بديعة من الجنّ والوحوش الخرافية، بالإضافة إلى تمثيل الحواريين في الجزء المركزي، وهي منحوتات تُنسب إلى إيسيدرو دي بيّولدو (Isidro de Villoldo). وتحتل الكرسي الأسقفي في الوسط تمثالًا ملوّنًا (مُتعدد الألوان - policromado) يُجسّد الأسقف الأول، القديس سيغوندو (San Segundo).
أما الجزء الخلفي من الجوقة (trascoro)، فهو عمل نهضوي مقسّم إلى ثلاثة أقسام رأسية تفصلها أعمدة مسطّحة (pilastras)، وتُعرض فيها من اليسار إلى اليمين نقوش بارزة (altorrelieves) لمشاهد: التقدمة في الهيكل، سجود المجوس، ومذبحة الأبرياء.
وقد أُضيفت القضبان الحديدية (rejería) التي تغلق هذا الفضاء في سنة 1760.

### النوافذ الزجاجية الملونة
تُعد الزجاجيات الملوّنة (الفيترايات) الأهم في كاتدرائية آبلة تلك الواقعة في الممشى المسقوف، والكنيسة الكبرى (capilla mayor)، والجوقة الشرقية (presbiterio)، والذراع المستعرض (crucero)، وجميعها تعود إلى القرنين الخامس عشر والسادس عشر. ولا يوجد من الفترات الأقدم سوى مثال واحد فقط، وهو الزجاجية العلوية المركزية للكنيسة الكبرى، التي نُفّذت نحو القرن الرابع عشر، وتتميّز بخطوطها وألوانها التي تنتمي إلى طراز القوطية العالمية.

## شخصيات بارزة
تضم كاتدرائية أفيلا رفات شخصيات بارزة في تاريخ إسبانيا المعاصر، من بينهم كلاوديو سانتشيث ألبورنوث (Claudio Sánchez-Albornoz)، المؤرخ المعروف وآخر من شغل منصب رئيس الحكومة في الجمهورية الإسبانية الثانية في المنفى، وكذلك أدولفو سواريث (Adolfo Suárez)، رئيس حكومة إسبانيا بين عامي 1976 و1981، وأحد المهندسين الرئيسيين للانتقال الديمقراطي الإسباني، إلى جانب زوجته أمبارو إيّانا (Amparo Illana).

## روابط إضافية
- لدى ويكيميديا كومنز فئة وسائط متعددة مخصصة لـكاتدرائية أفيلا.

- الموقع الرسمي للكاتدرائية.

- جولة في موسيقى كاتدرائية أفيلا: حلقة بُثت بتاريخ 14 فبراير 2017 من برنامج الموسيقى القديمة (Música antigua) على إذاعة راديو كلاسيكا الإسبانية.